# Omnivoropterygidae
Omnivoropterygidae (il cui nome significa "ali onnivore") è una famiglia di primitivi avialae noti esclusivamente dalla Formazione Jiufotang, dalla Cina. Questi animali sono caratterizzati da una corta coda ossea e inusuali teschi con denti presenti solo nella mascella, ma non nella mandibola. La loro dentatura unica ha portato alcuni scienziati a suggerire una dieta onnivora. Questa famiglia è stato nominato da Stephen A. Czerkas & Qiang Ji nel 2002, anche se il suo sinonimo junior Sapeornithidae viene spesso usato al suo posto, anche se è stato nominato quattro anni più tardi, nel 2006. È l'unica famiglia nominata dell'ordine degli Omnivoropterygiformes (=Sapeornithiformes).